# Kraupa
Kraupa ist ein Ortsteil der Stadt Elsterwerda im südbrandenburgischen Landkreis Elbe-Elster unweit der Grenze zu Sachsen und gehörte bis zur Kreisgebietsreform in Brandenburg im Jahr 1993 zum Landkreis Bad Liebenwerda. Der Ort hat gegenwärtig etwa 600 Einwohner und befindet sich direkt am Naturschutzgebiet „Forsthaus Prösa“ im Gebiet des Naturparks Niederlausitzer Heidelandschaft.

## Geschichte und Entwicklung

Kraupa auf einer geschichtlichen Karte des Kreises Liebenwerda (1910).

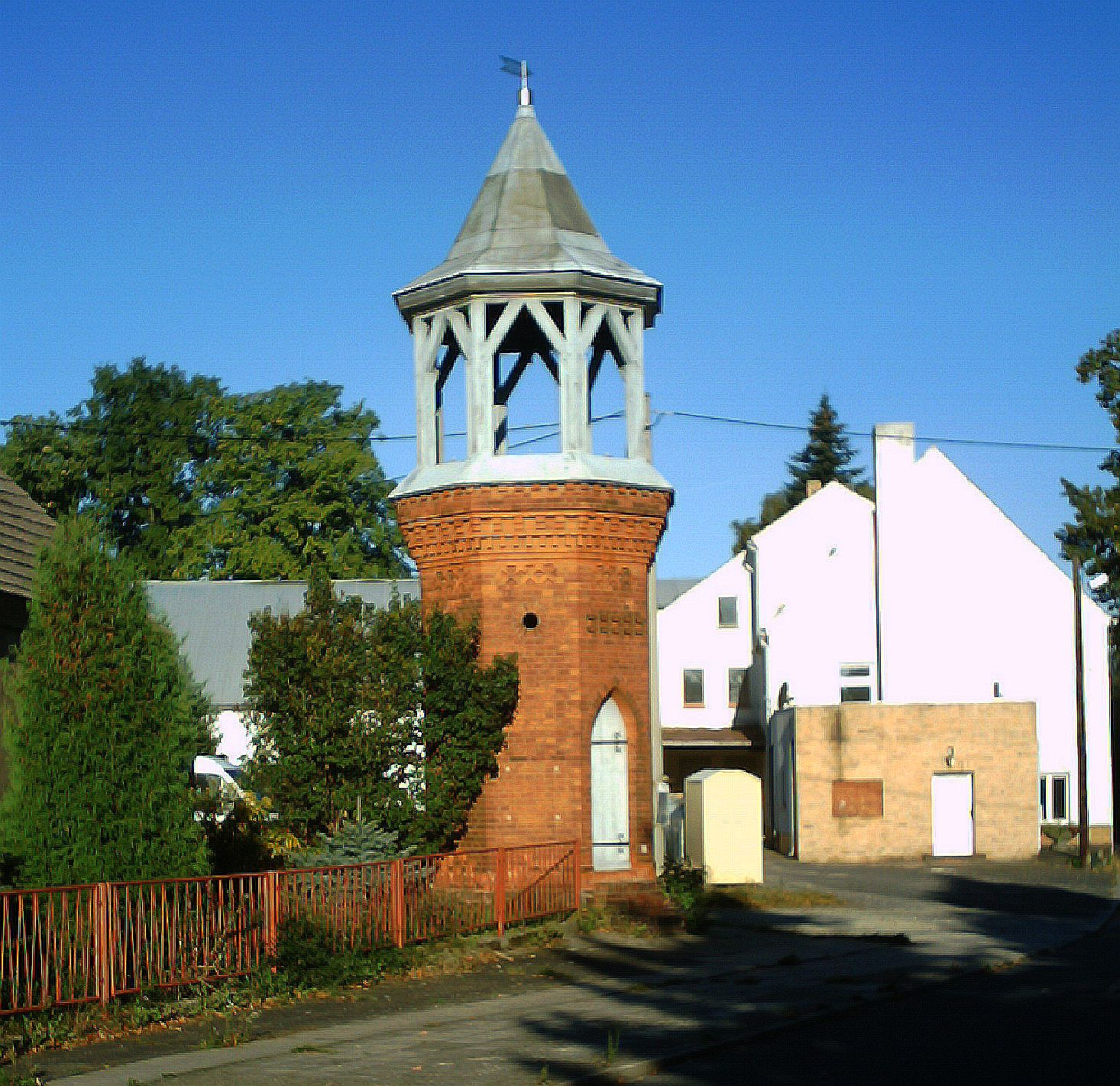
Glockenturm in Kraupa (2013)

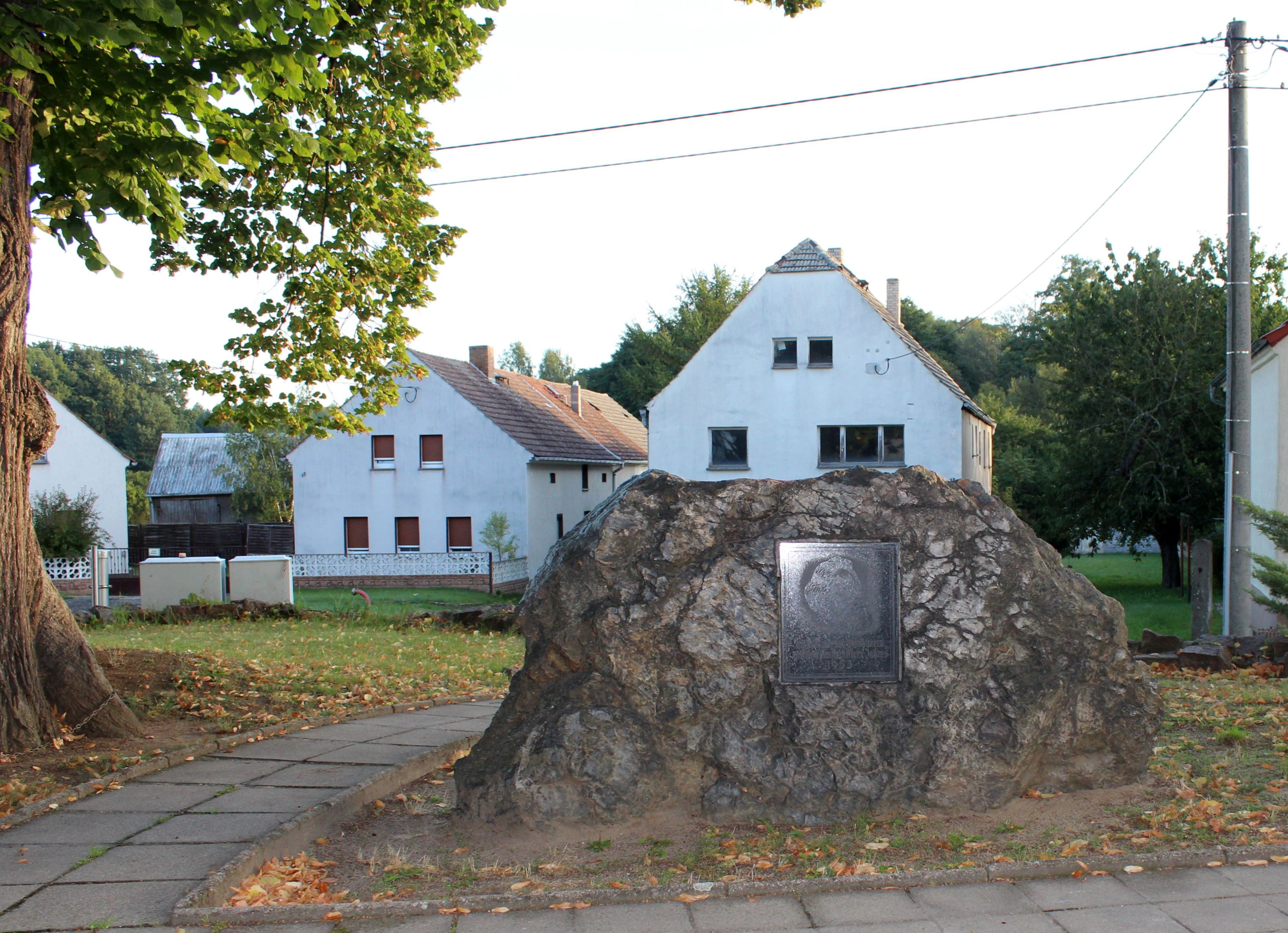
Karl-Marx-Gedenkstein auf dem Dorfanger

### Deutung des Ortsnamens
Kraupa trat früher als Krup in Erscheinung. Dieses Wort stammt aus dem Slawischen und bezieht sich besonders auf Gewässer. Da dicht neben Kraupa ein Bach entspringt, dessen Wasser unweit des Dorfes in einer Rieselwiese versinkt, ist anzunehmen, dass es „kurzer Bach“ bedeutet.

### Ortsgeschichte
Vermutlich kam es bereits im 12./13. Jahrhundert zu einer wendischen Ansiedlung an der neben dem Dorf entspringenden Quelle. Die erste urkundliche Erwähnung erfolgte 1398 in einer Urkunde des Adelsgeschlechts von Köckritz. Kraupa gehört wie Krauschütz, Biehla, Kotschka, Plessa, Dreska und Kahla zur Herrschaft Elsterwerda.
Nach dem Dreißigjährigen Krieg kam es auf Geheiß der Elsterwerdaer Herrschaft zur Errichtung einer Wassermühle nördlich des Dorfes. Ab 1772 hatte Kraupa ein eigenes Schulhaus. Die Kinder des Ortes wurden bis dahin in Dreska eingeschult.
Leberecht Heinemann errichtete 1836 an der durch den Ort verlaufenden ehemaligen alten Poststraße Berlin-Elsterwerda-Dresden eine Poststation. 1855 gab es in Kraupa 12 Groß- und 14 Kleingärtner, 16 Häusler, 1 Armenhaus, 1 Spritzenhaus, 1 Mühle und 1 Schankwirtschaft.
1864 erhielt der Kraupaer Holzhändler Friedrich August Hummel, gemeinsam mit dem Schöneicher Ökonomie-Inspektor Gustav Voigt und einem Hohenleipischer Grubenbesitzer die Genehmigung zum Auffahren eines Stollens zwecks untertägigem Braunkohlenabbaus. Hier wurde sogar eine Seilbahn zum Abtransport der Kohle gebaut. Die Grube erhielt den Namen „Friedrich Gustav“, aber schon 1878 wurde der Grubenbetrieb wieder eingestellt.
Drei Jahre später wurde das von den Besitzern des Schlosses Elsterwerda errichtete Vorwerk, die spätere königlich preußische Domäne aufgelöst. Das preußische Militär errichtete im gleichen Jahr auf der Güterbank, dem mit 153 m höchstem Berg rechts der Schwarzen Elster, eine Signalstation, welche für Torgauer Reiter diente und bei Bedarf Lichtsignale ausstrahlen konnte. Um 1900 brach dieser Turm während eines nassen Herbstes zusammen. Außerdem gab es um diese Zeit eine Mahl- und Schneidemühle im Ort.
Von 1919 bis 1924 gab es im Bereich der ehemaligen Grube „Friedrich Gustav“ die Grube „Anna“. Hier wurde Braunkohle im Tagebau gewonnen. 1928 kaufte der Elsterwerdaer Fahrradfabrikant Carl Wilhelm Reichenbach diese inzwischen mit Wasser gefüllte Grube und baute sie zum Freibad „Bad Aegir“ aus. Das Freibad wurde nach dem Aegir-Rad der Elsterwerdaer Fahrradfabrik benannt und blieb bis Ende der 1930er Jahre ein beliebtes Ausflugsziel der Menschen aus der Umgebung.
Aus dem Einwohnerverzeichnis 1926/27 geht hervor, dass es zu diesem Zeitpunkt in Kraupa etwa zwanzig Korbmacher gab. Die Gemeinde war zu dieser Zeit als die Koberwalke bekannt, was direkt auf die Herstellung von Korbwaren Bezug nimmt. Die Korbmacher zogen bis weit über die Heimatgrenzen hinweg übers Land und boten ihre Körbe zum Verkauf an. Außerdem gab es je 1 Fleischer, Friseur, Schmied, Seiler, Stellmacher, Schuhmacher, 2 Mühlen und 2 Gast- und Schankwirtschaften. 542 Einwohner waren zu verzeichnen, sowie ein Militärverein, ein Landwirtschaftlicher Verein, ein Turnverein, ein Gesangsverein, ein Jugendverein und den Fußballclub „Deutsche Eiche“, dessen Name im Laufe der späteren Jahre noch öfters wechselte, aber 1990 wieder geführt wird.
In den 1950er Jahren wurde die LPG gegründet. Der Anbau von Erdbeeren, Kirschen und anderen Obstsorten machte den Ort weit bekannt.
Am 6. Dezember 1993 wurde der Ort in die Stadt Elsterwerda eingemeindet.

### Bevölkerungsentwicklung
- 1835 besaß Kraupa 42 Wohnhäuser mit 244 Einwohnern, 2 Pferden, 142 Rindern, 7 Ziegen und 51 Schweinen.[5]

| 1875 | 300 |  | 1946 | 901 |  | 1989 | 768 |
| 1890 | 350 |  | 1950 | 882 |  | 1990 | 755 |
| 1910 | 450 |  | 1964 | 731 |  | 1991 | 740 |
| 1925 | 548 |  | 1971 | 746 |  | 1992 | 736 |
| 1933 | 601 |  | 1981 | 794 |  | 2007 | 600 |
| 1939 | 673 |  | 1985 | 791 |  |      |     |

## Sehenswürdigkeiten

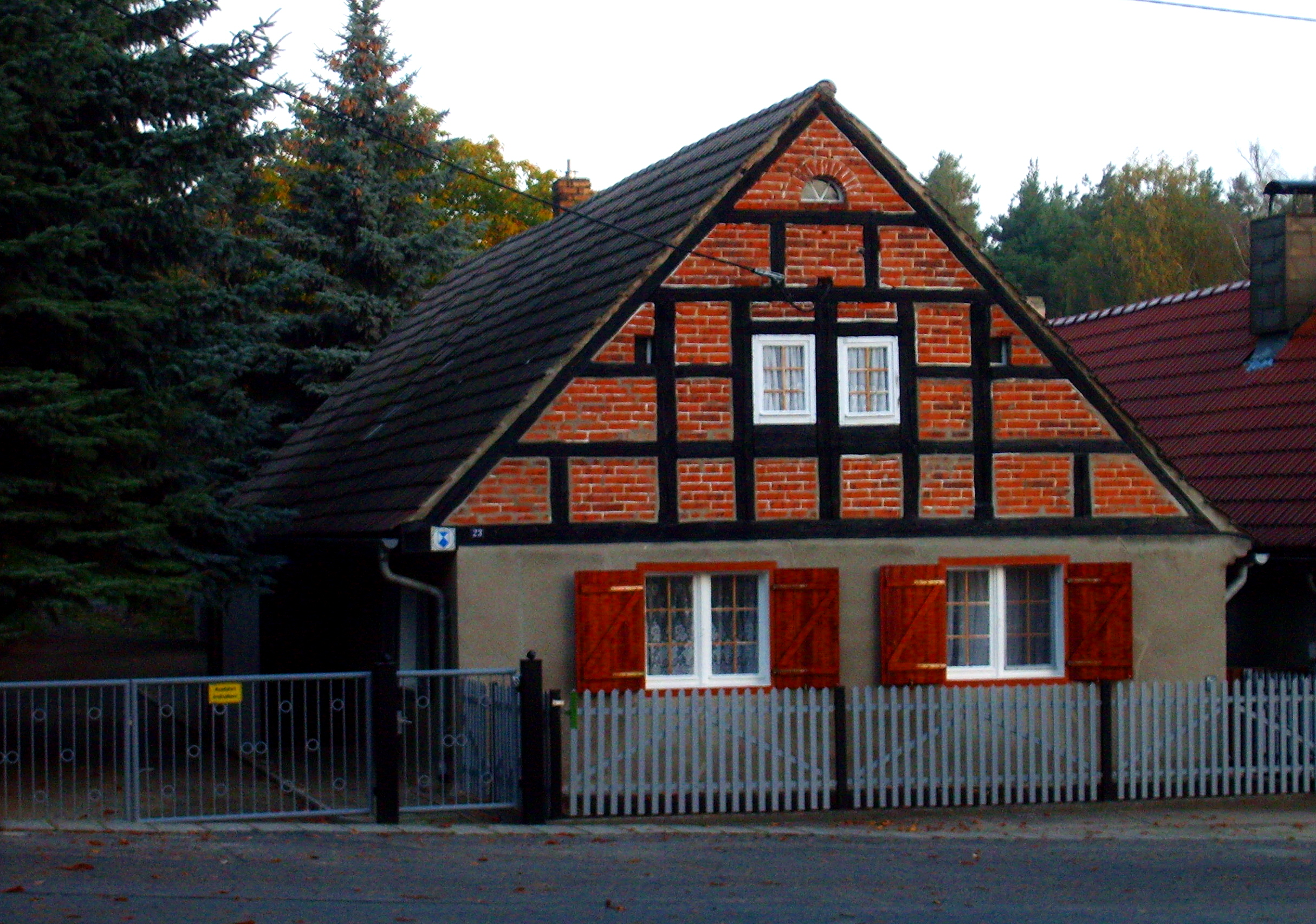
Historisches Fachwerkhaus am Dorfanger

Eine Sehenswürdigkeit ist der Glockenturm des Ortes. Es ist nicht genau überliefert, wann dieser in seiner heutigen Form errichtet wurde. Die Glockenweihe fand am 7. Dezember 1852 statt. 1896 ist er in Stein neu ausgeführt worden. Der bis dahin hölzerne Turm wurde meistbietend verkauft.
Ein weiteres Wahrzeichen sind die beiden alten Linden auf dem Dorfanger, in deren Schatten sich ein 1953 anlässlich eines Karl-Marx-Jahres errichtetes Denkmal befindet, sowie eine alte, gusseiserne Wasserpumpe. Außerdem ist hier ein unter Denkmalschutz gestelltes historisches Fachwerkhaus zu finden, dessen Entstehung auf die Zeit um 1800 errichtet wurde.
Im Gelände des ehemaligen Truppenübungsplatzes und heutigen Naturparks Niederlausitzer Heidelandschaft befindet sich Deutschlands größter zusammenhängender Traubeneichenbestand.

## Persönlichkeiten
- Christian Siegmund von Holtzendorff (1630–1683), kursächsischer Kammerherr und Amtshauptmann des Amtes Eilenburg